# Вольфганг Ляймкюлер
Вольфганг Ляймкюлер (нім. Wolfgang Leimkühler; 10 серпня 1918, Везермюнде —  22 лютого 1943, Атлантичний океан) — німецький офіцер-підводник, оберлейтенант-цур-зее крігсмаріне.

## Біографія
3 квітня 1937 року вступив на флот. В квітні-серпні 1940 року пройшов курс підводника. В серпні-жовтні як вахтовий офіцер взяв участь в навчальному поході на підводному човні U-60, під час якого були потоплені 2 кораблі. В жовтні-грудня служив у 1-й флотилії. З січня 1941 року — 2-й вахтовий офіцер U-201, на якому взяв участь у чотирьох походах, під час яких були потоплені 13 кораблів. В листопаді пройшов курс командира човна. З 9 грудня 1941 по 15 червня 1942 року — командир U-4, з 11 липня 1942 року — U-225, на якому здійснив 2 походи (разом 56 днів у морі). 22 лютого 1943 року U-225 був виявлений у центрі Північній Атлантиці південно-східніше мису Фарвель британським корветом типу «Флавер» «Діантус» і потоплений глибинними бомбами. Всі 46 членів екіпажу загинули.
Всього за час бойових дій потопив 1 корабель водотоннажністю 5273 тонни і пошкодив 4 кораблі загальною водотоннажністю 24 672 тонни.
| Дата           | Назва корабля                    | Тип               | Тоннаж | Вантаж                                                          | Екіпаж | Загинули | Країна             | Конвой  |
| -------------- | -------------------------------- | ----------------- | ------ | --------------------------------------------------------------- | ------ | -------- | ------------------ | ------- |
| 27 грудня 1942 | Scottish Heather (пошкоджений)   | Паровий танкер    | 7,087  | Баласт і 750 тонн пального для ескорту                          | 54     | 0        | Британська імперія | ONS-154 |
| 28 грудня 1942 | Melmore Head                     | Торговий пароплав | 5,273  | Баласт                                                          | 49     | 14       | Британська імперія | ONS-154 |
| 28 грудня 1942 | Ville de Rouen (пошкоджений)     | Торговий пароплав | 5,598  | 5500 тонн генеральних вантажів                                  | 71     | 0        | Британська імперія | ONS-154 |
| 28 грудня 1942 | President Francqui (пошкоджений) | Тепловий танкер   | 4,919  | Баласт                                                          | 57     | 0        | Бельгія            | ONS-154 |
| 28 грудня 1942 | Empire Shackleton (пошкоджений)  | КАТ судно         | 7,068  | 2000 тонн генеральних вантажів, 1000 тонн боєприпасів і літаків | 62     | 0        | Британська імперія | ONS-154 |

## Звання
- Кандидат в офіцери (3 квітня 1937)
- Морський кадет (21 вересня 1937)
- Фенріх-цур-зее (1 травня 1938)
- Оберфенріх-цур-зее (1 липня 1939)
- Лейтенант-цур-зее (1 серпня 1939)
- Оберлейтенант-цур-зее (1 вересня 1941)